# Zurkan
Zurkan (arab. زرقان) – miejscowość w Egipcie, w muhafazie Al-Minufijja. W 2006 roku liczyła 10 723 mieszkańców.